# Medalla Hans Oeschger
La Medalla Hans Oeschger es un premio otorgado por la Unión Europea de Geociencias (EGU, por sus siglas en inglés) para reconocer a los científicos que han obtenido «logros sobresalientes en la investigación sobre el hielo y/o los cambios climáticos a corto plazo (pasados, presentes y futuros)». El premio fue establecido por la Sociedad Geofísica Europea (EGS, antecedente de la Unión Europea de Geociencias) en reconocimiento a los logros científicos del Profesor Hans Oeschger y fue otorgado por la EGS en 2002 y 2003, y posteriormente por la EGU.

## Galardonados
| - 2002: Philip D. Jones - 2003: Sigfus Johnsen - 2004: John F. B. Mitchell - 2005: Laurent Labeyrie - 2006: Bernhard Stauffer - 2007: Raymond S. Bradley - 2008: Dominique Raynaud - 2009: Thomas Stocker - 2010: Françoise Gasse - 2011: Robert Delmas | - 2012: Michael E. Mann - 2013: Miryam Bar-Matthews - 2014: Sherilyn C. Fritz - 2016: Paul A. Mayewski - 2017: Denis-Didier Rousseau - 2018: Hubertus Fischer - 2019: Edward J. Brook - 2020: Kim M. Cobb - 2021: Sonia I. Seneviratne |